# Charles FitzRoy (2. książę Grafton)
Charles FitzRoy, 2. książę Grafton KG (ur. 25 października 1683 w Arlington House w Middlesex, zm. 6 maja 1757) – brytyjski arystokrata i polityk.

## Życiorys
Jedyne dziecko Henry’ego FitzRoya, 1. księcia Grafton (nieślubnego syna króla Karola II), i Isabelli Bennet, 2. hrabiny Arlington, córki 1. hrabiego Arlington. Jego ojciec zmarł od ran odniesionych podczas sztormu, gdy Charles miał siedem lat. Odziedziczył wtedy tytuł księcia Grafton, który uprawniał do zasiadania w Izbie Lordów. Po śmierci matki przejął tytuł hrabiego Arlington.
Stronnik dynastii hanowerskiej. W 1714 r. był Lordem Wielkim Stewardem podczas koronacji króla Jerzego I. Rok później został członkiem Tajnej Rady, zaś w 1721 r. został kawalerem Orderu Podwiązki. W latach 1720–1724 był Lordem Namiestnikiem Irlandii, zaś od 1724 r. aż do śmierci pełnił obowiązki Lorda Szambelana. W 1739 r. wsparł finansowo otwarcie londyńskiego Foundling Hospital.

## Rodzina
30 kwietnia 1713 r. poślubił lady Henriettę Somerset (27 sierpnia 1690 – 9 sierpnia 1726), córkę Charlesa Somerseta, markiza Worcester, i Rebbecki Child, córki sir Josiaha Childa, 1. baroneta. Charles i Henrietta mieli razem czterech synów i trzy córki:
- Charles Henry FitzRoy (13 kwietnia 1714 – 18 grudnia 1715), hrabia Euston
- George FitzRoy (24 sierpnia 1715 – 7 lipca 1747), hrabia Euston, ożenił się z lady Dorothy Boyle, nie miał dzieci
- Augustus FitzRoy (16 października 1716 – 24 maja 1741), ożenił się z Elisabeth Cosby i miał z nią dwóch synów, Augustusa i Charlesa
- Charles FitzRoy (23 kwietnia 1718 – 29 lipca 1739)
- Caroline FitzRoy (8 kwietnia 1722 – 26 czerwca 1784), żona Williama Stanhope’a, 2. hrabiego Harrington, miała dzieci
- Harriet FitzRoy (8 czerwca 1723 – sierpień 1735)
- Isabella FitzRoy (1726 – 10 listopada 1782), żona Francisa Seymour-Conwaya, 1. markiza Hertford, miała dzieci

Grafton miał również jednego nieślubnego syna:
- Charles FitzRoy-Scudamore (ok. 1707 – 19 sierpnia 1782)